# Monaster Rmanj
Monaster Rmanj (serb. Манастир Рмањ) – prawosławny klasztor męski zlokalizowany w miejscowości Martin Brod w północno-zachodniej Bośni i Hercegowinie, na lewym brzegu rzeki Unac w pobliżu jej ujścia do Uny. Należy do eparchii bihacko-petrovackiej Serbskiego Kościoła Prawosławnego, nosi wezwanie biskupa Mikołaja z Miry. Od 2007 roku jest pomnikiem narodowym Bośni i Hercegowiny.